# بنجامين جونسون (دراج)
بنجامين جونسون (بالإنجليزية: Benjamin Johnson)‏ هو دراج أسترالي، ولد في 7 يناير 1983.

## وصلات خارجية
- بنجامين جونسون على موقع أرشيف الدراجات (الإنجليزية)
- بنجامين جونسون على موقع إحصائيات الدراجات الإحترافية (الإنجليزية)
- بنجامين جونسون على موقع نسبة الدراجات (الإنجليزية)